# Konkow (Sprache)
Konkow (auch Concow-Maidu oder Nordwestliches Maidu; in der eigenen Sprache Koyoom k'awi) ist eine Sprache der Maiduan-Sprachen innerhalb der Penuti-Sprachen. Sie wird bzw. wurde von den Maidu in Nord-Kalifornien gesprochen. Sie gilt als ernsthaft gefährdet, da sie nur noch von drei Ältesten gesprochen wird, die sie als Muttersprache lernten; einer von ihnen ist taub. Als Teil von Bemühungen, die Anerkennung als durch Bundesgesetz anerkannte Tribus zurückzuerlangen, wurde eine Initiative der Nachfahren der ursprünglichen Tribus und ihnen nahestehender Familien gestartet.

## Name
Das Wort koyoo bedeutet "Wiese"; das hinzugefügte 'm' erzeugt die die adjektivische Form des Wortes: Koyoom k'awim Ma'a bedeutet demnach etwas wie "wiesenbewohnende Tribus".
Der Name "Konkow" wurde verschiedentlich Concow und Konkau geschrieben. Die Sprache ist auch als Maidu (Meidoo), Holólupai, Michopdo, Nákum, Secumne (Sekumne), Tsamak, Yuba und das pejorative "Digger" bekannt.

## Dialekte
Eine Quelle stützt die Behauptung, Konkow habe mindestens neun Dialekte gehabt, die heute nach den Gebieten, in denen sie gesprochen wurden, benannt werden. Diese wären Otaki; Mechupda; Cherokee; Eskeni; Pulga; Nemsu; Feather Falls; Challenge und Bidwell Bar. Die noch vorhandenen Wörterbücher sind allerdings von geringem Umfang. Außerdem könnten viele Familien-Varianten in jeder Dialekt-Gruppe existiert haben; daher gab es nie das eine Konkow, sondern mit Konkow wird eine phonologisch andere Betonung der gewöhnlich als Maidu oder Mountain Maidu definierten Sprache bezeichnet, namentlich in Bezug auf das Betonungsschema. Die wenigen historischen Daten weisen darauf hin, dass am Ende des 19. Jahrhunderts nur noch vier dieser Dialekte gesprochen wurden.

### Modernes Konkow
Seit 2002 kam ein Dialekt, vielleicht als "Modernes Konkow" zu bezeichnen und auf dem allgemein als Cherokee-Dialekt des Konkow bezeichneten basierend, in begrenzten Gebrauch durch einige indigene Amerikaner Kaliforniens, die kulturelle und familiäre Bande zur alten Konkow Tribus hatten. Dieser Dialekt basiert vorrangig auf dem von Mary Jones, einer der letzten Sprecher des Alten Konkow, gesprochenen Dialekts. Diese wiederum lernte den Dialekt in der Umgebung des Ortes Cherokee. Modernes Konkow wird durch einen DVD-basierten Kurs mit dem Titel Twenty-two Lessons in the Koyoongk'awi Language propagiert.
Seit 2010 sind Lernmaterialien des Mechupda-Dialekts im .mp3-Format verfügbar, die auf alten Aufnahmen von Emma Cooper basieren, welche während der 1940er Jahre als Teil der Kriegsanstrengungen gemacht wurden. Gleichfalls auf den Aufnahmen von Emma Cooper basierend wurde eine "Konkow Toddler" App für iPhone, iPad und andere iOS-Geräte im Juli 2012 realisiert.
Studienmaterialien für die Konkow-Sprache einschließlich des oben erwähnten Kurses mit 22 Lektionen wurden auf der Website der Konkow Maidu Cultural Preservation Association veröffentlicht.